# Volo Bangkok Airways 125
Il volo Bangkok Airways 125 era un volo passeggeri nazionale di linea dall'aeroporto Internazionale di Bangkok-Don Mueang all'aeroporto di Samui. Il 21 novembre 1990, un De Havilland Canada DHC-8 operante il volo si schiantò durante l'avvicinamento a Ko Samui in pessime condizioni meteorologiche, 5 chilometri a Sud-Ovest dell'aeroporto, provocando la morte di tutti i 33 passeggeri e i 5 membri dell'equipaggio. Il volo 125 è stato il primo incidente con vittime di Bangkok Airways.

## L'aereo
Il velivolo coinvolto era un De Havilland Canada DHC-8-103 di due anni, marche HS-SKI, numero di serie 172. Volò per la prima volta nel 1989. Al momento dell'incidente, aveva accumulato 3 416 ore di volo in 2 998 cicli di decollo-atterraggio.

## L'incidente
Il volo 125, condotto sotto regole IFR, partì da Bangkok alle 09:58 UTC e venne autorizzato a salire al livello di volo FL210 (21 000 piedi (6 400 m)). Alle 10:45, durante l'avvicinamento a Ko Samui, l'equipaggio contattò la torre di controllo e fu informato che la pista 17 era quella attiva. La torre avvisò inoltre che il clima era mite con pioggia a Sud-Est dell'aeroporto. A causa di un cambiamento delle condizioni del vento, la pista attiva diventò la 35. Durante il primo tentativo di atterraggio, i piloti, dopo aver commesso alcuni errori, eseguirono un mancato avvicinamento. La torre diresse il velivolo in una virata verso sinistra per evitare le montagne; il volo 125 rollò a sinistra con i flap completamente estesi, durante un forte diluvio. Durante la virata, l'equipaggio perse la consapevolezza situazionale e iniziò a scendere. L'aereo precipitò in una piantagione di cocco a 5 chilometri a Sud-Ovest dell'aeroporto di Samui, provocando la morte di tutti i 38 a bordo.

## Le indagini
Nel rapporto finale, nella sezione delle probabili cause, viene riportato:
- Il comandante portò l'aereo, senza un riferimento visivo adeguato, in un'area dove le condizioni meteorologiche erano pessime.
- I piloti si concentrarono sulla ricerca dell'aeroporto e trascurarono l'esecuzione di controlli incrociati e il monitoraggio dell'altitudine e dell'andamento dell'aeromobile.»